# Pecalukan
Pecalukan is een bestuurslaag in het regentschap Pasuruan van de provincie Oost-Java, Indonesië. Pecalukan telt 9556 inwoners (volkstelling 2010).